# Elena Emma Cordoni
Elena Emma Cordoni (Massa, 22 gennaio 1949) è una politica italiana.

## Biografia
Diplomata in ragioneria, è impiegata di banca. 
Viene eletta deputata alla Camera nel 1994 con il Partito Democratico della Sinistra, confermando il proprio seggio a Montecitorio anche dopo le elezioni politiche del 1996 e del 2001 per i Democratici di Sinistra. Alle elezioni politiche del 2006 viene nuovamente eletta deputata della XV legislatura della Repubblica Italiana nella circoscrizione XII Toscana per L'Ulivo. Allo scioglimento dei DS aderisce al Partito Democratico; rimane alla Camera fino alla primavera del 2008.
Terminato l'incarico parlamentare è componente del comitato di indirizzo della Fondazione Cassa di Risparmio di Carrara. Dal dicembre 2020 diventa presidente della sezione ANPI "Patrioti Apuani - Linea Gotica di Massa".